# Championnat du Luxembourg de football 2010-2011
Navigation
Saison précédente Saison suivante
La saison 2010-2011 de Division nationale est la 97e édition de la première division luxembourgeoise. Les quatorze clubs participants au championnat sont confrontés à deux reprises aux treize autres.
C'est le F91 Dudelange qui est sacré cette année après avoir terminé en tête du classement final, avec douze points sur le Fola Esch et quinze sur le UN Käerjeng. C'est le 9e titre de champion du Luxembourg de l'histoire du club.

## Qualifications en coupe d'Europe
À l'issue de la saison, le champion se qualifie pour le premier tour de qualification des champions de la Ligue des champions 2011-2012.
Le vainqueur de la Coupe du Luxembourg prend la première place en Ligue Europa 2011-2012 et accède au deuxième tour de qualification. Les deux autres places en Ligue Europa reviennent aux deuxième et troisième du championnat. Il est à noter que ces deux dernières places ne sont qualificatives que pour le premier tour de qualification.

## Les 14 clubs participants
| Club                           | Stade                  | Capacité | Ville            |
| ------------------------------ | ---------------------- | -------- | ---------------- |
| UN Käerjeng                    | Um Beschel             | 1 100    | Bascharage       |
| F91 Dudelange                  | Jos Nosbaum            | 4 650    | Dudelange        |
| AS La Jeunesse d'Esch          | La Frontière           | 4 200    | Esch-sur-Alzette |
| Etzella Ettelbruck             | Centre Sportif Deich   | 2 200    | Ettelbruck       |
| CS Grevenmacher                | Op Flohr               | 4 000    | Grevenmacher     |
| Swift Hesperange               | Holleschbierg          | 2 000    | Hesperange       |
| Racing FC Union Luxembourg     | Achille Hammerel       | 5 900    | Luxembourg       |
| FC Differdange 03              | Thillenberg            | 6 000    | Differdange      |
| Fola Esch                      | Emile Mayrisch         | 3 900    | Esch-sur-Alzette |
| FC Jeunesse Canach promu de D2 | Stade rue de Lenningen | 1 000    | Canach           |
| Progrès Niedercorn             | Jos Haupert            | 2 800    | Differdange      |
| Rapid Mansfeldia Hamm Benfica  | Luxembourg-Cents       | 2 800    | Luxembourg       |
| CS Pétange                     | Stade Municipal        | 3 300    | Pétange          |
| FC Wiltz 71 promu de D2        | Stade Géitz            | 2 000    | Wiltz            |

## Compétition

### Classement
Le classement est établi sur le barème de points classique (victoire à 3 points, match nul à 1, défaite à 0).
Pour départager les égalités, on tient d'abord compte de la différence de buts générale, puis du nombre de buts marqués, puis des confrontations directes et enfin si la qualification ou la relégation est en jeu, les deux équipes jouent une rencontre d'appui sur terrain neutre.
| Rang | Équipe                     | Pts | J  | G  | N | P  | Bp | Bc | Diff |
| ---- | -------------------------- | --- | -- | -- | - | -- | -- | -- | ---- |
| 1    | F91 Dudelange              | 59  | 26 | 19 | 2 | 5  | 76 | 23 | +53  |
| 2    | Fola Esch                  | 47  | 26 | 14 | 5 | 7  | 48 | 28 | +20  |
| 3    | UN Käerjeng                | 44  | 26 | 13 | 5 | 8  | 53 | 35 | +18  |
| 4    | FC Differdange 03 (C)      | 43  | 26 | 12 | 7 | 7  | 51 | 37 | +14  |
| 5    | Progrès Niedercorn         | 41  | 26 | 12 | 5 | 9  | 43 | 43 | 0    |
| 6    | CS Grevenmacher            | 39  | 26 | 11 | 6 | 9  | 43 | 39 | +4   |
| 7    | CS Pétange                 | 38  | 26 | 10 | 8 | 8  | 37 | 36 | +1   |
| 8    | Jeunesse d'Esch            | 37  | 26 | 10 | 7 | 9  | 40 | 37 | +3   |
| 9    | RM Hamm Benfica            | 36  | 26 | 11 | 3 | 12 | 47 | 46 | +1   |
| 10   | Swift Hesperange           | 31  | 26 | 9  | 4 | 13 | 38 | 49 | -11  |
| 11   | Racing FC Union Luxembourg | 29  | 26 | 8  | 5 | 13 | 38 | 38 | 0    |
| 12   | FC Wiltz 71 (P)            | 26  | 26 | 8  | 2 | 16 | 38 | 78 | -40  |
| 13   | Etzella Ettelbruck         | 21  | 26 | 5  | 6 | 15 | 31 | 60 | -29  |
| 14   | FC Jeunesse Canach (P)     | 20  | 26 | 5  | 5 | 16 | 28 | 62 | -34  |

| Légende : Qualifications et relégations | Légende : Qualifications et relégations                                                        |
| --------------------------------------- | ---------------------------------------------------------------------------------------------- |
|                                         | Ligue des champions 2011-2012 (1er tour de qualification)                                      |
|                                         | Ligue Europa 2011-2012 (2e tour de qualification)                                              |
|                                         | Ligue Europa 2011-2012 (1er tour de qualification)                                             |
|                                         | Qualification pour le barrage de relégation en Promotion d'honneur                             |
|                                         | Relégation en Promotion d'honneur                                                              |
|                                         | : Tenant du titre 2009-2010 (P) : Promu en 2009-2010 (C) : Vainqueur de la Coupe du Luxembourg |

### Matchs
| Résultats (▼dom., ►ext.)                                   | DIF | DUD | ETZ | FOL | GRE | JCA | JES | KAE | PET | PRO | RAC | RMH | SWI | WIL  |
| FC Differdange 03                                          |     | 0-1 | 1-2 | 0-3 | 2-2 | 4-0 | 3-0 | 2-1 | 1-1 | 1-2 | 0-2 | 3-1 | 3-0 | 4-4  |
| F91 Dudelange                                              | 3-4 |     | 4-1 | 3-0 | 0-3 | 2-0 | 2-0 | 1-2 | 3-0 | 5-1 | 3-2 | 4-2 | 2-0 | 15-0 |
| Etzella Ettelbruck                                         | 2-2 | 1-1 |     | 1-2 | 0-4 | 1-1 | 0-0 | 0-1 | 0-2 | 2-2 | 2-3 | 2-2 | 2-3 | 1-3  |
| Fola Esch                                                  | 1-2 | 0-3 | 5-0 |     | 1-1 | 1-2 | 3-2 | 2-0 | 1-1 | 1-1 | 3-0 | 1-1 | 4-2 | 4-0  |
| CS Grevenmacher                                            | 0-2 | 0-3 | 1-2 | 1-2 |     | 1-1 | 2-2 | 0-0 | 1-0 | 1-2 | 1-0 | 1-2 | 1-3 | 4-1  |
| FC Jeunesse Canach                                         | 1-3 | 2-2 | 1-2 | 0-3 | 0-1 |     | 1-1 | 2-4 | 1-3 | 1-0 | 3-2 | 2-4 | 2-1 | 1-5  |
| Jeunesse d'Esch                                            | 1-2 | 1-0 | 0-1 | 1-1 | 1-3 | 2-0 |     | 4-0 | 2-1 | 2-2 | 0-1 | 2-1 | 4-1 | 0-2  |
| UN Käerjeng                                                | 2-2 | 1-3 | 6-1 | 1-2 | 5-1 | 5-0 | 1-1 |     | 0-0 | 3-4 | 1-1 | 1-0 | 4-1 | 5-1  |
| CS Pétange                                                 | 1-4 | 1-0 | 2-1 | 1-0 | 2-2 | 2-3 | 1-1 | 1-0 |     | 1-0 | 2-2 | 2-5 | 1-3 | 5-1  |
| Progrès Niedercorn                                         | 2-4 | 1-5 | 3-2 | 2-1 | 1-3 | 2-0 | 1-3 | 2-1 | 1-2 |     | 1-0 | 5-2 | 2-0 | 0-1  |
| Racing FC Union Luxembourg                                 | 1-1 | 0-2 | 5-1 | 0-2 | 0-1 | 4-2 | 4-1 | 1-3 | 0-2 | 0-0 |     | 0-1 | 0-0 | 1-3  |
| Rapid Mansfeldia Hamm Benfica                              | 2-0 | 0-1 | 1-0 | 1-2 | 3-2 | 4-1 | 1-3 | 1-2 | 2-2 | 0-1 | 0-4 |     | 2-0 | 4-0  |
| Swift Hesperange                                           | 0-0 | 0-3 | 4-2 | 0-2 | 2-3 | 2-0 | 1-2 | 2-3 | 0-0 | 2-2 | 2-1 | 4-2 |     | 2-1  |
| FC Wiltz 71                                                | 2-1 | 1-5 | 1-2 | 2-1 | 2-3 | 1-1 | 2-4 | 0-1 | 2-1 | 0-3 | 1-4 | 1-3 | 1-3 |      |
| - Victoire à domicile - Match nul - Victoire à l'extérieur |     |     |     |     |     |     |     |     |     |     |     |     |     |      |

### Barrage
Le club ayant terminé 12e de Division Nationale joue sa place parmi l'élite face au 3e de Promotion d'Honneur, lors d'un match disputé sur terrain neutre.
| Date        | Équipe 1        | Résultat           | Équipe 2         | Lieu   |
| ----------- | --------------- | ------------------ | ---------------- | ------ |
| 28 mai 2011 | US Hostert (D2) | 1 - 1 ap 5 - 4 tab | (D1) FC Wiltz 71 | Beggen |

- L'US Hostert est promu en Division nationale tandis que le FC Wiltz 71 est relégué en Promotion d'honneur.

## Bilan de la saison
| Championnat du Luxembourg de football 2010-2011 |                          |
| Champion                                        | F91 Dudelange (9e titre) |
| Coupes et trophées                              |                          |
| Vainqueur de la Coupe du Luxembourg 2010-2011   | FC Differdange 03        |
| Qualifications continentales                    |                          |
| Ligue des champions de l'UEFA 2011-2012         | F91 Dudelange            |
| Ligue Europa 2011-2012                          | FC Differdange 03        |
| Ligue Europa 2011-2012                          | Fola Esch                |
| Ligue Europa 2011-2012                          | UN Käerjeng              |
| Promotions et relégations                       |                          |
| Promus en Division nationale                    | Union 05 Kayl-Tétange    |
| Promus en Division nationale                    | US Rumelange             |
| Promus en Division nationale                    | US Hostert               |
| Relégués en Promotion d'honneur                 | FC Jeunesse Canach       |
| Relégués en Promotion d'honneur                 | Etzella Ettelbruck       |
| Relégués en Promotion d'honneur                 | FC Wiltz 71              |